# Eudes de Borgonya (1230-1269)
Eudes de Borgonya, nascut el 1231, mort a Acre el 4 d'agost de 1266, comte de Nevers, d'Auxerre i de Tonnerre, fill d'Hug IV, Duc de Borgonya, i de Violant de Dreux

## Biografia, matrimoni i fills
Hereu del ducat de Borgonya, el seu pare el va fer casar-se el febrer de 1248 amb Matilde de Borbó-Dampierre (1234 † 1262), comtessa titular de Nevers i Tonnerre i hereva (1257) d'Auxerre, filla d'Arquimbald IX de Borbó, senyor de Dampierre i de Borbó, i de Iolanda de Châtillon, comtessa titular de Nevers de Tonnerre i hereva d'Auxerre (+ 1254).
Si hagués viscut més temps, aquest matrimoni hauria permès la incorporació de terres importants al ducat de Borgonya, però va morir abans que el seu pare, no deixant més que filles, i els destins dels tres comtats, de via materna, es van quedar diferents de la del ducat que va anar per línia masculina al seu germà Robert. Eudes, després de quedar vidu el 1254, va disposar el repartiment dels tres comtats entre les tres filles que va tenir el matrimoni, que foren:
- Iolanda de Borgonya (1248-1280), casada el 1268 amb Joan Tristany de França, i després amb Robert de Béthune, que va esdevenir comte de Flandes el 1305.[1] Va heretar el comtat de Nevers.

- Margarida de Borgonya (1250-1308), casada el 1268 amb Carles I de França, comte d'Anjou i de Provença i rei de Sicília.[1] Va heretar Tonnerre però morta el 1308 sense fills va passar al net de la seva germana Alix.

- Alix de Borgonya (morta el 1290), casada el 1268 amb Joan de Chalon, I d'Auxerre i de Tonnerre (mort en 1309).[2]

Eudes va marxar el 1266 combatre a Terra Santa. Hi va morir defensant Acre.